# 한타바이러스
한타바이러스(hantavirus)는 RNA 바이러스의 부니아바이러스과의 한 속이다. 부니아바이러스과에는 부니아바이러스(bunyavirus), 플레보바이러스(phlebovirus), 나이로바이러스(nairovirus), 토스포바이러스(tospovirus), 한타바이러스(hantavirus) 등 다섯 속이 있다. 한타바이러스는 절지동물이 숙주인 다른 분야비리대의 바이러스들과는 달리, 설치류를 숙주로 삼는데, 들쥐의 72~90%에 해당하는 등줄쥐의 배설물이 건조되면서 호흡기를 통해 전파되는 방식이다.
한타바이러스라는 이름은 한탄강에서 세계 최초로 한탄바이러스(Hantaan virus)를 분리해낸 이호왕 박사가 지은 이름이다. 한타바이러스는 한국형출혈열의 병원체이다. (다만 한국형출혈열이란 용어는 더 이상 사용되지 않는다. 신증후군 출혈열(hemorrhagic fever with renal syndrome, HFRS)이란 용어를 WHO가 받아들여 사용하고 있다.)

## 역사
한타바이러스는 비교적 새롭게 발견된 축에 속하는 바이러스다. 신증후성 출혈열의 질병 존재는 1930년대 말과 1940년대 초 러시아(당시 소련)와 일본에 알려져 있었다. 미국의 주목을 받게 된 것은 1950년대 초 한국전쟁을 통해서였는데, 당시 3천 명의 외국인 병사들이 한탄강에서 감염되었다.
1993년에는 한타바이러스심폐증후군(Hantavirus cardiopulmonary syndrome, HCPS, HPS) 배후의 원인인 신놈브레바이러스(Sin Nombre virus, 스페인어로 ‘이름없는 바이러스’라는 뜻 사실은, 처음에는 여러 이름후보가 있었지만 지역 주민이나 다른 관계자들이 이를 거부하여 이러한 이름이 지어진 것이다.)가 발견되었다. 이 병은 뉴멕시코와 그 인접주(유타, 콜로라도, 아리조나주)에 있던 괴질이었다. 한탄바이러스와 신놈브레바이러스 외에도 신증후성출혈열과 한타바이러스심폐증후군을 일으키는 여러 한타바이러스가 발견되었다.

## 지역적 분포와 역학
신증후성 출혈열이 주로 퍼진 곳은 중국, 한반도, 러시아 등이고(Hantaan, Puumala, Seoul viruses에 의함) 또 북유럽과 서유럽(Puumala, Dobrava viruses에 의함)도 여기에 속한다.
한타바이러스심폐증후군의 발병률이 높은 지역은 아르헨티나, 칠레, 브라질, 미합중국, 캐나다 등이다. 파나마에서는 이 병에서 심장만 보존되는 좀 가벼운 질병이 발견되었다.
남미에서 이 병을 일으키는 두 원인은 안데스바이러스(Andes virus, 또한 Oran, Castelo de Sonhos, Lechiguanas, Juquitiba, Araraquara, Bermejo viruses 등의 동의어로도 불림)와 라구아나네그라바이러스(Laguna Negra virus)이다. 안데스바이러스는 사람 사이에서 전파되는 유일한 한타바이러스다. 라구아나네그라바이러스는 이전에 Rio Mamore virus로 알려진 바이러스와 밀접한 친척이다.
미합중국에서 한타바이러스심폐증후군을 일으키는 덜 흔한 원인은 뉴욕바이러스(New York virus), 베이요바이러스(Bayou virus) 등이 있고, 아마 블랙크릭커낼바이러스(Black Creek Canal virus)도 원인인 것으로 보인다.
1993년부터 2007년 7월 현재 30건 또는 그이상의 한타바이러스 증례가 보고되었다. 이를 보면 뉴멕시코주(69), 콜로라도주(46), 캘리포니아주(43), 텍사스주(33), 워싱턴주(30) 등이다. 몬타나주(25), 아이다호주(19), 유타주(24)에서도 증례가 보고되었다. 오레곤주만 7건의 증례로서 다른 서부의 주에 비해 인구대비 매우 낮은 발병률을 기록했다.
2020년 8월 25일 경기도 철원군의 군부대에서 일병 한 명이 한타바이러스로 사망했다.

## 바이러스학
다른 분야비리대 과의 바이러스와 마찬가지로 한타바이러스도 껍질보유바이러스(enveloped virus)로서, S(small),M(medium), L(large)의 3개의 단일가닥 RNA 부분(segment)으로 되어 있다.

## 증상
신증후성 출혈열(Hemorrhagic Fever with Renal Syndrome,HFRS)
한타 바이러스는 감염의 증상이 나타나기전 사람 몸에서 2~4주의 잠복기를 갖는다. 이 증상은 5개의 단계로 나뉜다.
- 발열기 : 발열, 오한, 권태, 두통, 욕지기, 복부 동통, 등의 동통과 독감일 때 흔한 호흡문제 등이 나타나고 소화기 문제도 생긴다. 3~7일간 지속된다.

- 저혈압기 : 혈소판 수치가 떨어질 때이고, 빠른맥박과 저산소증을 보인다. 2일간 지속된다.

- 소변감소기 : 콩팥기능상실과 단백뇨가 특징적이며 3~7일간 지속된다.

- 이뇨기 : 하루 3~6리터의 많은 양이 소변이 특징이다. 이틀에서 1주간 지속된다. 치료할 때 수액 공급이 중요하다.

- 회복기 : 회복이 되는 시기로 증상은 개선된다.

한타바이러스심폐증후군(Hantavirus Cardiopulmonary Syndrome,HPS, HCPS)
이 병은 설치류의 소변, 대변, 타액으로 전파되는 치명적인 질병이다. 사람은 연무화된 바이러스를 들이마실 때 걸린다. 이 병은 미국에서 1993년 처음 인식되어 밝혀졌다. 드물지만 치명적인 병이다. 집주변의 설치류 통제가 한타바이러스 감염을 막는 첫 번째 전략이다.
증상은 빠른맥과 과호흡을 비롯해 신증후 출혈열과 매우 비슷하다. 이런 증상은 심폐 문제가 일어나게 하고 심혈관계 쇼크가 발생한다. 입원치료가 필요하다.

## 허구 속의 한타바이러스
- 매쉬 시즌4 '이달의 장병'편에서 한타바이러스 질병발생이 일어난다. 아버지 Mulcahy는 이 병의 성명을 찾아낸다. 일본계 미국인이 이 병을 출혈열이라고 부르는 것이었다. 프랭크는 이 병으로 쓰러진다.

- 엑스파일 (영화)에서 커츠웨일 박사는 멀더에게 몇 년 전 미국 남서부 치명적인 한타바이러스가 어떻게 퍼졌는지 얘기한다. "신문에 의하면 연방 긴급 사태 관리국이 한타바이러스 질병 발생 때문에 소집되었지." 그는 그것이 실제로는 한타바이러스가 아니고 전혀 다른 무엇이었다고 암시한다. 이 영화 뒷부분에 텍사스주 북부에서 한타바이러스 질병 발생이 있었다는 신문 보도가 포함된다. (커츠웨일 박사가 언급했던 일이 실제로 생긴 것이다.)

## 같이 보기
- 코코리츨리 유행

## 참조
1. ↑  대한학술원 이호왕 회장 (1) - BRIC이 만난 사람들, BRIC, 2003.9.
2. ↑  육군 일병, 제초 작업 후 사망…“한타 바이러스 감염 추정”